# Aspasia (Medizinerin)
Aspasia (* 1. Jahrhundert n. Chr.) war wahrscheinlich eine Griechin, die sich im Bereich der Frauenheilkunde und Geburtshilfe betätigte. Sie ist nicht zu verwechseln mit Aspasia von Milet.

## Wirken
Über das Leben von Aspasia sind keine Schriften verfügbar. Ende des 5. Jahrhunderts n. Chr. wurde ihr medizinisches Wirken von Aëtios von Amida in seinem Sammelwerk dargestellt. Das 16. Buch, das die Kenntnisse zu Gynäkologie und Geburtshilfe zusammenfasst, enthält vierzehn Kapitel von Aspasia, die entweder aus ihrem Werk stammen oder nach diesem beschrieben wurden.
Nach Aetius von Amida setzte Aspasia sich mit der Entwicklung und Anwendung von Salben und Pflastern auseinander, führte aber auch in diesem Kontext Operationen durch. Des Weiteren greift er ihre Anweisungen für Hebammen zur Behandlung einer Gebärmutterknickung (retroversio uteri) wörtlich auf.

## Aspasia-Anteile im Buch über Geburtshilfe und Gynäkologie des Aëtios von Amida
| Deutsche Übersetzung. Berlin 1901                                                                        | Lateinische Übersetzung. Basel 1535                                                           |
| --- | --------------------------------------------------------------------------------------------- |
| Kapitel 12: Diätetik in der Schwangerschaft (nach Aspasia) (Digitalisat)                                 | Kapitel 12: De studio praegnantibus adhibendo ex Aspasia (Digitalisat)                        |
| Kapitel 15: Diätetik der regelwidrigen Geburt (nach Aspasia) (Digitalisat)                               | Kapitel 15: De studio aegre parientibus impudendo, ex Aspasia (Digitalisat)                   |
| Kapitel 18: Abtreibungsmittel (Abortiva) (nach Aspasia) (Digitalisat)                                    | Kapitel 18: Foetum corrumpentia ex Aspasia (Digitalisat)                                      |
| Kapitel 19: Vorzeichen des Aborts (nach Aspasia) (Digitalisat)                                           | Kapitel 19: Quae nam signa futuro aborsui praecedant (Ohne Hinweis auf Aspasia) (Digitalisat) |
| Kapitel 25: Nachbehandlung bei der Embryotomie (nach Aspasia) (Digitalisat)                              | Kapitel 25: Curatio post foetus sectionem ex Aspasia (Digitalisat)                            |
| Kapitel 50: Suppressio mensium (nach den Schriften des Rufus und der Aspasia) (Digitalisat)              | Kapitel 52: De menstruorum retentione ex Ruffo & Aspasia (Digitalisat)                        |
| Kapitel 66: Behandlung des Fluor albus … Ein anderes Mittel der Aspasia (Digitalisat)                    | Kapitel 69: Albi fluoris curatio … Aliud Aspasiae … (Digitalisat)                             |
| Kapitel 73: Lateroflexio, Retroflexio und Retropositio uteri (nach Aspasia) (Digitalisat)                | Kapitel 79: De reuocatione, auersione, & recursu uteri ex Aspasia (Digitalisat)               |
| Kapitel 75: Hydrops uteri (Blasenmole) (nach Aspasia) (Digitalisat)                                      |                                                                                               |
| Kapitel 100: Hämorrhoiden des Uterus (nach den Schriften der Aspasia) (Digitalisat)                      | Kapitel 99: De haemorrhoidibus uteri ex Aspasia (Digitalisat)                                 |
| Kapitel 103: Hydrocele muliebris (Wasserbruch) (nach den Schriften der Aspasia) (Digitalisat)            |                                                                                               |
| Kapitel 105: Kirsokele (Hernia varicosa, Krampfaderbruch) (nach den Schriften der Aspasia) (Digitalisat) |                                                                                               |
| Kapitel 109: Die Condylome (nach Aspasia) (Digitalisat)                                                  | Kapitel 108: De condylomatibus ex Aspasia (Digitalisat)                                       |
| Kapitel 111: Perlförmige Verhärtungen am Uterus (nach Aspasia) (Digitalisat)                             |                                                                                               |